# Tramwaje w Sand Springs
Tramwaje w Sand Springs − zlikwidowany system komunikacji tramwajowej w Sand Springs w Stanach Zjednoczonych, działający w latach 1911−1955.

## Historia
W 1911 uruchomiono tramwaje parowe. W tym samym roku uruchomiono pierwsze tramwaje elektryczne. Prawdopodobnie tramwaje parowe zlikwidowano w 1912. Linia tramwaju elektrycznego miała 16 km długości i prowadziła do Tulsa. Sieć tramwajowa przynosiła duże dochody, dlatego system ten zlikwidowano dopiero 2 stycznia 1995. Szerokość toru wynosiła 1435 mm. Operatorem systemu była spółka Sand Springs Railway.